# Paul Belmondo Racing
Paul Belmondo Racing est une écurie automobile française fondée par Paul Belmondo en 1998 et arrêtée en 2007.

## Histoire
Fin janvier 2001, pas moins de trois Chrysler Viper GTS-R sont annoncées pour participer au championnat FIA GT. L'écurie termine le championnat à la quatrième place du classement des équipes. Les 24 Heures du Mans auxquelles l'équipe participe sont moins heureuses puisqu'elle y connaît un double abandon. 
L'année suivante, l'écurie confirme deux Chrysler Viper GTS-R pour le championnat FIA GT. En mars, Fabio Babini et Marc Duez sont titularisés sur l'une des deux voitures.
En 2005, l'écurie participe aux 24 Heures du Mans et engage deux Courage C65 motorisées par Ford. Les équipages sont annoncés au mois de mai. Rick Sutherland, Paul Belmondo et Didier André piloteront la voiture no 37, tandis que la no 36 sera confiée à Claude-Yves Gosselin, Karim Ojjeh et Adam Sharpe,. L'écurie est soutenue par Ford France pour les 24 Heures du Mans ainsi que pour les Le Mans Endurance Series ; Xbox, Michelin et Gulf sont également partenaires de l'équipe. La saison en Le Mans Endurance Series est fructueuse puisque l'écurie est celle qui a remporté le plus de courses en catégorie LMP2. 
L'année suivante, l'objectif de l'équipe est de gagner les 24 Heures du Mans. Les équipages sont quasiment identiques à l'an passé, seuls Pierre Ragues et Yann Clairay rejoignent les rangs de l'équipe, tandis que Paul Belmondo, Claude-Yves Gosselin, Didier André et Karim Ojjeh sont de nouveau présents. Avant l'épreuve mancelle, l'écurie annonce qu'elle s'entraînera lors d'un test de 24 heures. Aux 24 Heures du Mans proprement dite, Paul Belmondo Racing connaît une course difficile ; l'une des deux voitures subit une crevaison spectaculaire en pleine ligne droite, faisant taper le rail à la Courage, ce qui provoque un début d'incendie. Après la course, l'écurie se dit intéressée par les biocarburants, comme le souligne le patron, Paul Belmondo : « Nous croyons beaucoup aux énergies de remplacement ».

## Palmarès

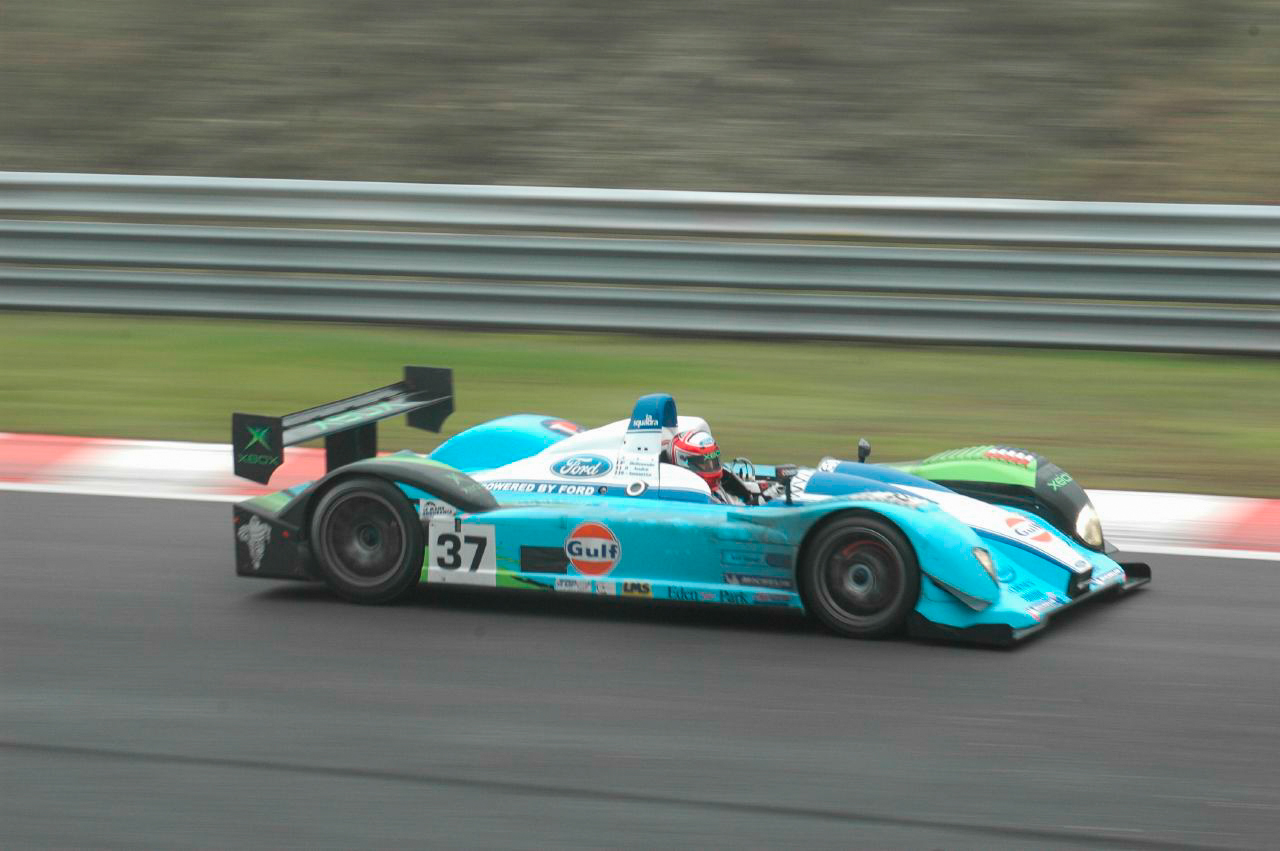
La Courage C65 du Paul Belmondo Racing lors des 1 000 kilomètres de Spa 2005.

Victoires
| Date              | Championnat    | Epreuve                 | Pilotes              | Voiture              | Catégorie |
| ----------------- | -------------- | ----------------------- | -------------------- | -------------------- | --------- |
| 26 septembre 1999 | FIA GT         | Homestead               | Belmondo-Clérico     | Chrysler Viper GTS-R | GTS       |
| 2 juillet 2000    | FIA GT         | Hungaroring             | Derichebourg-Vosse   | Chrysler Viper GTS-R | GTS       |
| 5 mai 2002        | FIA GT         | Silverstone             | Babini-Duez          | Chrysler Viper GTS-R | GTS       |
| 9 juin 2003       | FFSA GT        | Pau                     | Soave-Derichebourg   | Chrysler Viper GTS-R | GTS       |
| 10 juillet 2005   | Le Mans Series | 1 000 km de Monza       | Ojjeh-Gosselin-Vosse | Courage C65-Ford     | LMP2      |
| 13 août 2005      | Le Mans Series | 1 000 km de Silverstone | Ojjeh-Gosselin-Vosse | Courage C65-Ford     | LMP2      |